# Saiza
Saiza es un centro poblado del municipio de Tierralta, en el Departamento de Córdoba, Colombia. Está localizado en el Alto Sinú al sur del departamento, en las laderas del parque nacional Natural Paramillo a orillas del río Verde. Es habitado, en su mayoría por indígenas de la etnia Embera Katíos y campesinos dedicados a cultivos de pancoger y coca. Está retirada a más de 58 km de la cabecera municipal de Tierralta. Limita al Occidente con el municipio de Carepa, Antioquia, localidad más cercana.

## Historia
Véase también: Toma de Saiza
El 14 de junio de 1999 miembros del Bloque Bananero de las AUC llegaron a Saiza, quemaron casi la totalidad de las casas, encerraron a las mujeres y los niños en la iglesia del pueblo y con disparos de fusil asesinaron a 11 personas, en su mayoría comerciantes de la zona. 
Los paramilitares obligaron a los hombres de Saiza a reunirse en la plaza del pueblo. Según testimonios de las víctimas, el objetivo era matarlos a todos, pero los niños se salieron de la iglesia y los ‘paras’ detuvieron la masacre. Antes de irse, obligaron a las familias del caserío a desplazarse amenazándolos con matarlos si no obedecían. Saiza quedó convertido en un pueblo fantasma, a tal punto que en el 2000 perdió la categoría de centro poblado. 
Saiza era reconocido en la zona por su productividad agrícola y fincas ganaderas. Sin embargo, con la entrada del Bloque Bananero, dirigido por el entonces paramilitar José Hebert Veloza Hernández, alias ‘HH’, se presentaron continuos enfrentamientos con los grupos guerrilleros que delinquían en la zona.